# Nobiallo
Nobiallo (Nubiall in dialetto comasco, AFI: [nubjˈal]) è una frazione del comune comasco di Menaggio posta in riva al Lago di Como a nord del centro abitato.

## Storia
La località era un piccolo villaggio agricolo di antica origine della Pieve di Menaggio. In età comunale, il villaggio disponeva di una cinta muraria.
Nobiallo fu uno dei pochi comuni lombardi che, nonostante fosse sede di parrocchia, fu soppresso nell'ambito della riforma amministrativa dell'imperatrice Maria Teresa del 1757.
Il villaggio era noto per la presenza di numerose cave di gesso (che veniva estratto a Nobiallo e venduto anche a Como), nonché per la produzione di un vino chiamato Mir.

## Monumenti e luoghi d'interesse
- Parrocchiale dei Santi Nicola e Bartolomeo (XIII secolo)[6][7]
- Santuario della Madonna della Pace[8]